# Los girasoles ciegos (pel·lícula)
Los girasoles ciegos és una pel·lícula dramàtica espanyola estrenada el 2008 i dirigida per José Luis Cuerda. Està basada en el llibre de relats homònim de l'escriptor Alberto Méndez, obra guanyadora del Premi de la Crítica de narrativa castellana i del Premi Nacional de narrativa de les Lletres Espanyoles.

## Argument
Ourense, 1940. Cada vegada que Elena Vadillo (Maribel) tanca temorosa la porta de casa, tira la clau dels seus secrets. El seu marit, Ricardo (Javier Cámara), amenaçat per la persecució ideològica, porta anys amagat al pis on conviuen amb els seus fills, Elenita (Irene Escolar) i Lorenzo (Roger Príncep). Salvador (Raúl Arévalo), un diaca desorientat després de la seva lluita al front, fa classes al col·legi on estudia Lorenzo i comença a perseguir a Elena, a qui creu vídua. D'altra banda, Lalo (Martiño Rivas) i la seva xicota, Elenita, que està embarassada, han de fugir del país, ja que ell porta mesos en les llistes de la policia.

## Repartiment
- Maribel Verdú és Elena Vadillo Sánchez
- Javier Cámara és Ricardo Mazo Torralba
- Raúl Arévalo és Salvador
- Roger Príncep és Lorenzo Mazo López
- Martín Rivas és Eulalio 'Lalo' Peciña
- Irene Escolar és Elena Mazo López
- José Ángel Egido és el rector
- Ricardo Rico Trigo és Fernández

## Comentaris
La seva adaptació va ser l'última col·laboració entre el director José Luis Cuerda i el guionista Rafael Azcona, un dels més destacats del cinema espanyol, que va morir al març de 2008. La pel·lícula es va rodar a Arahuetes (Segòvia), Madrid i Ourense.
El 26 de setembre de 2008, l'Acadèmia de les Arts i les Ciències Cinematogràfiques d'Espanya la va triar per a representar a Espanya en la carrera pel Premi Oscar a la Millor pel·lícula estrangera. Les altres dues pel·lícules que competien per la representació van ser Siete mesas de billar francés, de Gracia Querejeta, i Sangre de mayo, de José Luis Garci.

## Taquilla
Los girasoles ciegos es va estrenar en 192 sales i en cinc setmanes es va convertir en una de les pel·lícules espanyoles més taquilleres de 2008 i una de les pel·lícules amb participació gallega més taquilleres de la història.
Al final de la seva carrera comercial, Los girasoles ciegos es va situar com la 7a pel·lícula espanyola més taquillera a Espanya el 2008, que va ser vista per 710.318 espectadors i va recaptar 4.073.176,61 €.

## Premis i nominacions
XXIII edició dels Premis Goya
| Categoria                        | Persona                          | Resultat   |
| -------------------------------- | -------------------------------- | ---------- |
| Millor pel·lícula                | Millor pel·lícula                | Nominada   |
| Millor director                  | José Luis Cuerda                 | Nominat    |
| Millor actriu protagonista       | Maribel Verdú                    | Nominada   |
| Millor actor protagonista        | Raúl Arévalo                     | Nominat    |
| Millor actor de repartiment      | José Ángel Egido                 | Nominat    |
| Millor actor revelació           | Martín Rivas                     | Nominat    |
| Millor guió adaptat              | Rafael Azcona José Luis Cuerda   | Guanyadora |
| Millor música original           | Lucio Godoy                      | Nominat    |
| Millor fotografia                | Hans Burmann                     | Nominat    |
| Millor muntatge                  | Nacho Ruiz Capillas              | Nominat    |
| Millor direcció artística        | Balter Gallart                   | Nominat    |
| Millor direcció de producció     | Emiliano Otegui                  | Nominat    |
| Millor vestuari                  | Sonia Grande                     | Nominada   |
| Millor maquillatge i perruqueria | Silvie Ymbert Fermín Galán       | Nominats   |
| Millor so                        | Ricardo Steinberg Alfonso Raposo | Nominats   |

Premis Cinematogràfics José María Forqué
| Categoria         | Resultat |
| ----------------- | -------- |
| Millor pel·lícula | Nominada |

Medalles del Cercle d'Escriptors Cinematogràfics de 2008
| Categoria                  | Persona                        | Resultat |
| -------------------------- | ------------------------------ | -------- |
| Millor actriu protagonista | Maribel Verdú                  | Nominada |
| Millor guió adaptat        | Rafael Azcona José Luis Cuerda | Nominats |
| Millor fotografia          | Hans Burmann                   | Nominat  |

Fotogramas de Plata 2008
| Categoria               | Persona       | Resultat   |
| ----------------------- | ------------- | ---------- |
| Millor actriu de cinema | Maribel Verdú | Guanyadora |
| Millor actor de cinema  | Raúl Arévalo  | Nominat    |

XVIII Premis de la Unión de Actores.
| Categoría                             | Persona          | Resultado  |
| ------------------------------------- | ---------------- | ---------- |
| Millor actriu protagonista de cinema  | Maribel Verdú    | Nominada   |
| Millor actor protagonista de cinema   | Raúl Arévalo     | Nominat    |
| Millor actor de repartiment de cinema | José Ángel Egido | Guanyadora |

Festival Internacional de Cinema de Cartagena de Indias
| Categoria                                        | Persona                                          | Resultat   |
| ------------------------------------------------ | ------------------------------------------------ | ---------- |
| Premi India Catalina d'Or a la Millor pel·lícula | Premi India Catalina d'Or a la Millor pel·lícula | Nominada   |
| Millor Direcció                                  | José Luis Cuerda                                 | Guanyadora |
| Millor actor de repartiment                      | Roger Príncep                                    | Guanyadora |

Festival de Cinema Espanyol de Nantes
| Categoria                                | Resultado  |
| ---------------------------------------- | ---------- |
| Premi Jules Verne a la Millor pel·lícula | Nominada   |
| Menció Especial del Jurat                | Guanyadora |